# Zbysława kijowska
Zbysława (ur. między 1085 a 1090, zm. zapewne 1114) – księżniczka ruska i księżna polska, córka wielkiego księcia kijowskiego Świętopełka II, syna Izjasława I.
W 1103 została pierwszą żoną księcia polskiego Bolesława III Krzywoustego. Jedynym znanym z imienia potomkiem męskim z tego związku był Władysław II, zwany później Wygnańcem. Drugi wzmiankowany syn przez Galla Anonima, prawdopodobnie jest postacią hipotetyczną.
Przypuszcza się, że jej córką mogła być Judyta?, od 1124 roku żona Wsiewołoda Dawidowicza; jednak równie dobrze mogła ona być córką Skarbimira z rodu Awdańców.
Data śmierci Zbysławy jest niepewna. Obecnie przyjmuje się, że zmarła najprawdopodobniej w 1114 roku (K. Jasiński). Po jej śmierci w 1115 Bolesław poślubił niemiecką hrabiankę Salomeę, córkę Henryka, hrabiego von Berg-Schalklingen.

## Genealogia
| Izjasław I ur. ok. 1024 zm. 3 X 1078 | Izjasław I ur. ok. 1024 zm. 3 X 1078 |                                                   |                                                   | Gertruda ur. ok. 1025 zm. 4 I 1108 | Gertruda ur. ok. 1025 zm. 4 I 1108 |  |  | NN ur.? zm. ? | NN ur.? zm. ? |                            |                            | NN ur. ? zm. ? | NN ur. ? zm. ? |
|                                      |                                      |                                                   |                                                   |                                    |                                    |  |  |               |               |                            |                            |                |                |
|                                      |                                      |                                                   |                                                   |                                    |                                    |  |  |               |               |                            |                            |                |                |
|                                      |                                      | Światopełk II Michał ur. 8 XI 1050 zm. 16 IV 1113 | Światopełk II Michał ur. 8 XI 1050 zm. 16 IV 1113 |                                    |                                    |  |  |               |               | NN (nałożnica) ur. ? zm. ? | NN (nałożnica) ur. ? zm. ? |                |                |
|                                      |                                      |                                                   |                                                   |                                    |                                    |  |  |               |               |                            |                            |                |                |
|                                      |                                      |                                                   |                                                   |                                    |                                    |  |  |               |               |                            |                            |                |                |
|                                      |                                      |                                                   |                                                   |                                    |                                    |  |  |               |               |                            |                            |                |                |

|                                      |                                      | Bolesław III Krzywousty ur. 20 VIII 1086 zm. 28 X 1138 OO 1103 | Bolesław III Krzywousty ur. 20 VIII 1086 zm. 28 X 1138 OO 1103 | Zbysława kijowska (Światopełkówna) (ur. w okr. 1085–1090 zm. zap. 1114) | Zbysława kijowska (Światopełkówna) (ur. w okr. 1085–1090 zm. zap. 1114) |  |  |  |  |
|                                      |                                      |                                                                |                                                                |                                                                         |                                                                         |  |  |  |  |
|                                      |                                      |                                                                |                                                                |                                                                         |                                                                         |  |  |  |  |
|                                      |                                      |                                                                |                                                                |                                                                         |                                                                         |  |  |  |  |
| NN, córka ur. najp. 1112 zm. po 1124 | NN, córka ur. najp. 1112 zm. po 1124 | Władysław II Wygnaniec ur. 1105 zm. 30 V 1159                  | Władysław II Wygnaniec ur. 1105 zm. 30 V 1159                  |                                                                         |                                                                         |  |  |  |  |